# Poesía de paso
Poesía de paso es un poemario del escritor chileno Enrique Lihn, publicado en 1966 en la Casa de las Américas de La Habana, Cuba, luego de obtener ese mismo año el Premio de Poesía de dicha institución cultural.
En 2004 fue reeditado en Buenos Aires, en la editorial Eloísa Cartonera, y en 2008 en Santiago de Chile por la Universidad Diego Portales, con un prólogo de Juan Manuel Vidal titulado «Por arte del birlibirloque» y un comentario en la solapa de Alfonso Calderón.

## Creación de la obra
Este poemario fue escrito durante el primer viaje del autor al extranjero, específicamente a Europa, producto de la obtención en 1965 de una beca de la Unesco para estudiar museología en diversas ciudades europeas.
Su contenido se enmarca en tres momentos significativos de su vida. Los primeros poemas, escritos entre febrero y septiembre de 1965, están relacionados con el viaje propiamente tal. La Nathalie presente en estos poemas fue la parisina que le presentó la obra de Henri Michaux y con quien tuvo una conflictiva relación amorosa que no logró funcionar; en versiones anteriores del libro había más poemas dedicados a ella, abundantes en imprecaciones y violencia. En segundo lugar, el poema «La derrota», escrito durante unos quince días desde el 5 de septiembre de 1964, se refiere a la derrota del Frente de Acción Popular en su intento de llevar a Salvador Allende a la presidencia de Chile. Finalmente, los últimos tres poemas, agrupados en una sección aparte, corresponden a poemas inéditos escritos entre 1956 y 1963 (mientras Lihn escribía La pieza oscura) y en su momento desechados por el autor.

## Estructura y contenido
Los poemas del libro, divididos en las secciones «Poesía de paso» y «Otros poemas», son los siguientes:
| Poesía de paso | Poesía de paso | Poesía de paso |
| --- | -------------- | -------------- |
| 1. Nieve 2. Market Place 3. Ciudades 4. Genève 5. Cisnes 6. Sólo historias como éstas 7. San Pedro 8. Coliseo 9. Muchacha florentina 10. Dos poemas para Andrea 11. El insomne 12. María Angélica 13. Bella época 14. Homenaje a Freud 15. Catedral de Monet 16. Nathalie a simple vista 17. Nathalie 18. Eres perfectamente monstruosa en tu silencio... 19. La despedida 20. Epílogo 21. La derrota |                |                |
| Otros poemas |                |                |
| 1. Juicio final 2. Muchachas 3. Monólogo del poeta con su muerte |                |                |

## Recepción y crítica
Una versión casi idéntica del libro fue inicialmente rechazada en el concurso CRAV de Chile, sin obtener siquiera una mención honrosa.
En La Habana, sin embargo, fue reconocido con el Premio Poesía Casa de las Américas. Producto de este premio, el libro fue publicado en Cuba y no en Chile. Para el jurado cubano, inmerso en el Estado socialista de Fidel Castro, el poema «La derrota», el de mayor connotación política, era «quizás el más significativo del libro». En Chile, los críticos Hernán Loyola y Alfonso Calderón también celebraron la obra. El crítico Ignacio Valente, por su parte, sacerdote del Opus Dei y columnista en el periódico de derecha El Mercurio, se hizo eco del premio cubano para publicar una crítica negativa, en la que juzgó entre otras cosas la falta de «densidad poética» en el poemario.
Para Juan Manuel Vial, esta es una de las mejores obras de Enrique Lihn; uno de los mejores poemas del libro, «Nathalie»; y uno de los más «aterradores», «El insomne», cuyo contenido se relaciona en cierta medida con su ensayo «Definición de un poeta», escrito en 1965 y publicado en 1966.

## Análisis de la obra
En estos poemas Lihn procuró alejarse del lirismo y adoptó versos más cercanos a la prosa poética. Para Juan Manuel Vial, los primeros veinte poemas están escritos a modo de diario de viaje, que por su síntesis logra compactarse a lo esencial. Esta fue su primera exploración en la poesía en movimiento, de una serie de otros trabajos destacados, como Escrito en Cuba (1969), París, situación irregular (1977), A partir de Manhattan (1979) o Estación de los desamparados (1982). Para Vial, esta obra también inauguró el estilo de Lihn en el que convergen «la lírica, el habla cotidiana, el ensayo, las noticias, las apreciaciones de arte, la antipoesía y las emociones».